# Rohan Ricketts
Rohan Ricketts, född 22 december 1982 i Clapham, London, är en engelsk före detta fotbollsspelare. 
Han startade sin karriär i Arsenals ungdomsakademi, han vann FA Youth Cup två år i rad innan han flyttade till Tottenham. Han lyckades andra säsongen ta en plats i truppen men föll i onåd hos tränaren. Mellan 2005 och 2007 spelade han i Wolverhampton Wanderers förutom en period på våren 2007 då han var utlånad till QPR.

## Meriter
- FA Youth Cup  2000, 2001